# Triaspidogastra
Triaspidogastra är ett släkte av steklar. Triaspidogastra ingår i familjen bracksteklar.
Kladogram enligt Catalogue of Life:
| Triaspidogastra | \| \| Triaspidogastra lutea \| \| \| \| \| \| Triaspidogastra testacea \| \| \| \| |
|                 | \| \| Triaspidogastra lutea \| \| \| \| \| \| Triaspidogastra testacea \| \| \| \| |
|                 | Triaspidogastra lutea                                                              |
|                 |                                                                                    |
|                 | Triaspidogastra testacea                                                           |
|                 |                                                                                    |